# Bacówka PTTK „Pod Honem”
Bacówka PTTK pod Honem – schronisko turystyczne, położone na wysokości 663 m n.p.m. nad Cisną, w paśmie Wysokiego Działu, na południowo-wschodnim stoku szczytu Hon (820 m n.p.m.) w Bieszczadach.
Bacówka została otwarta w 1986 roku. Jest obiektem całorocznym. Obecnie dysponuje 46 miejscami noclegowymi w pokojach 2, 3, 4 i 8-osobowych, oprócz tego - zgodnie z górskim zwyczajem gospodarze nie odmawiają miejsca nikomu, kiedy brak miejsc w pokojach turysta może przenocować na tzw. „glebie”. Istnieje również możliwość rozbicia namiotu obok schroniska. Bacówka posiada węzeł sanitarny i jadalnię z bufetem.
Bacówka jest punktem wypadowym do wycieczek w Pasmo Graniczne, Masyw Łopiennika i Pasmo Chryszczatej. Wypady piesze i rowerowe na Słowację umożliwiają turystyczne przejścia graniczne w Roztokach i Balnicy. W pobliżu bacówki znajdował się niegdyś wyciąg narciarski, obecnie nieczynny.

## Piesze szlaki turystyczne
- Cisna – Bacówka PTTK pod Honem – Hon – Wołosań – Chryszczata – Komańcza (Główny Szlak Beskidzki)